# Maltby (South Yorkshire)
Maltby ist eine Stadt und eine Verwaltungseinheit im District Rotherham in der Grafschaft South Yorkshire, England. Maltby ist 17,9 km von Sheffield entfernt. Im Jahr 2011 hatte es eine Bevölkerung von 16.856. Maltby wurde 1086 im Domesday Book als Maltebi erwähnt.

## Söhne der Stadt
- George Rolleston (1829–1881), Arzt und Physiologe
- Gordon Swann (* 1937), Fußballspieler
- Terry Sanderson (1946–2022), Säkularist und Homosexuellenaktivist
- Liam Kirk (* 2000), Eishockeyspieler